# Rue Devant-les-Écoliers
La rue Devant-les-Écoliers (en wallon : rowe divant les Scolîs) est une rue ancienne de Liège (Belgique) située dans le quartier d'Outremeuse.

## Odonymie
Cette rue ainsi que le parvis des Écoliers et la rue des Écoliers se réfèrent à l’abbaye du Val des Écoliers fondée au XIIe siècle et située dans ce quartier d'Outremeuse. L'ordre du Val des Écoliers y installe un prieuré dès le XIIIe siècle et une abbaye dès le XVIe siècle. Le bâtiment conventuel, la salle capitulaire et le manège sont classés comme patrimoine immobilier de la Région wallonne le 7 mai 1997. Ils ont été englobés dans les bâtiments de l'ancienne caserne Fonck.

## Situation et description
Cette petite rue pavée et plate mesure approximativement 110 mètres et applique un sens unique de circulation automobile dans le sens de la rue des Écoliers vers la rue des Tanneurs. Il reste peu de bâtiments anciens à la suite de l'édification des deux tours à appartements réalisées par la société coopérative La Maison liégeoise dans les années 1970.

## Voiries adjacentes
- Rue des Écoliers
- Rue des Tanneurs